# Midland M16
Midland M16 (также известный как Spyker M16) — гоночный автомобиль с открытыми колёсами команды Midland F1 Racing, построенный для участия в чемпионате мира сезона 2006 года.

## История
Это шасси стало первым и единственным, построенным командой Midland F1 Racing, выступавшей под российским флагом. Основой конструкции M16 стало шасси Jordan EJ15. Однако владелец "конюшни", канадский бизнесмен с русским корнями Алекс Шнайдер, после нескольких неудачных гонок разочаровался в своём проекте и начал поиск покупателей.
В середине сезона команда была продана голландской фирме Spyker Cars и переименована в Spyker MF1 Racing. Шасси принимало участие в последних 4 Гран-при под названием Spyker M16 и было выкрашено в оранжево-серебристые цвета новых хозяев.
Гонщикам команды не удалось набрать ни одного очка в зачёт Кубка конструкторов.

## Результаты выступлений в Формуле-1
| Год  | Команда           | Двигатель | Шины | Пилоты   | 1    | 2   | 3    | 4    | 5   | 6    | 7   | 8   | 9    | 10   | 11   | 12  | 13  | 14   | 15   | 16   | 17   | 18  | Место | Очки |
| ---- | ----------------- | --------- | ---- | -------- | ---- | --- | ---- | ---- | --- | ---- | --- | --- | ---- | ---- | ---- | --- | --- | ---- | ---- | ---- | ---- | --- | ----- | ---- |
| 2006 | MF1 Racing        | Toyota V8 | B    |          | БАХ  | МАЛ | АВС  | САН  | ЕВР | ИСП  | МОН | ВЕЛ | КАН  | США  | ФРА  | ГЕР | ВЕН | ТУР  | ИТА  | КИТ  | ЯПО  | БРА | 10    | 0    |
| 2006 | MF1 Racing        | Toyota V8 | B    | Монтейру | 17   | 13  | Сход | 16   | 12  | 16   | 15  | 15  | 14   | Сход | Сход | ДСК | 9   | Сход |      |      |      |     | 10    | 0    |
| 2006 | MF1 Racing        | Toyota V8 | B    | Альберс  | Сход | 12  | 11   | Сход | 13  | Сход | 12  | 15  | Сход | Сход | 15   | ДСК | 10  | Сход |      |      |      |     | 10    | 0    |
| 2006 | Spyker MF1 racing | Toyota V8 | B    | Монтейру |      |     |      |      |     |      |     |     |      |      |      |     |     |      | Сход | Сход | 12   | 15  | 10    | 0    |
| 2006 | Spyker MF1 racing | Toyota V8 | B    | Альберс  |      |     |      |      |     |      |     |     |      |      |      |     |     |      | 17   | 15   | Сход | 14  | 10    | 0    |

| Легенда к таблице |                                                                    |
| --- | ------------------------------------------------------------------ |
| В таблице перечислены результаты всех Гран-при Формулы-1, в которых использовался автомобиль. Строками таблицы являются сезоны, столбцами — этапы чемпионата мира. В каждой клетке указаны сокращённое название этапа и результат, дополнительно обозначенный цветом. Расшифровка обозначений и цветов представлена в нижеследующей таблице. |                                                                    |
| \| Пример \| Описание \| \| ------------ \| ------------------------------------------------------------------ \| \| 1 \| Победитель \| \| 2 \| Второе место \| \| 3 \| Третье место \| \| 5 \| Финишировал, заработав очки \| \| Сход \| Не финишировал, но при этом заработал очки \| \| 12 \| Финишировал, не получив очков \| \| НКЛ \| Финишировал, но не попал в финальную классификацию \| \| 15 \| Участвовал вне зачёта, либо по отдельной классификации \| \| 18 \| Не финишировал, но попал в финальную классификацию \| \| Сход \| Не финишировал \| \| НКВ \| Не прошёл квалификацию \| \| НПКВ \| Не прошёл предквалификацию \| \| ДСК \| Дисквалифицирован \| \| ИСК \| Исключён из протокола соревнований \| \| ТТ \| Заявлен для участия только в тренировках \| \| НС \| Участвовал в квалификации, но не стартовал в гонке \| \| Т \| Травмирован или болен \| \| ОТК \| Отказ от участия \| \| НТР \| Прибыл на соревнования, но на трассу не выезжал \| \| НПР \| Был заявлен в числе участников, но не прибыл к началу соревнований \| \| О \| Соревнования отменены \| \| \| Не участвовал \| \| Поул-позиция \| \| \| Быстрый круг \| \| |                                                                    |
| Пример | Описание                                                           |
| 1 | Победитель                                                         |
| 2 | Второе место                                                       |
| 3 | Третье место                                                       |
| 5 | Финишировал, заработав очки                                        |
| Сход | Не финишировал, но при этом заработал очки                         |
| 12 | Финишировал, не получив очков                                      |
| НКЛ | Финишировал, но не попал в финальную классификацию                 |
| 15 | Участвовал вне зачёта, либо по отдельной классификации             |
| 18 | Не финишировал, но попал в финальную классификацию                 |
| Сход | Не финишировал                                                     |
| НКВ | Не прошёл квалификацию                                             |
| НПКВ | Не прошёл предквалификацию                                         |
| ДСК | Дисквалифицирован                                                  |
| ИСК | Исключён из протокола соревнований                                 |
| ТТ | Заявлен для участия только в тренировках                           |
| НС | Участвовал в квалификации, но не стартовал в гонке                 |
| Т | Травмирован или болен                                              |
| ОТК | Отказ от участия                                                   |
| НТР | Прибыл на соревнования, но на трассу не выезжал                    |
| НПР | Был заявлен в числе участников, но не прибыл к началу соревнований |
| О | Соревнования отменены                                              |
| | Не участвовал                                                      |
| Поул-позиция |                                                                    |
| Быстрый круг |                                                                    |